# Lac de Saint-Point
Der Lac de Saint-Point ist ein See im Département Doubs in Frankreich. Der See ist im Sommer ein beliebter Badesee und Fischerort. Im Winter ist der See meistens zugefroren. Der See ist auch unter dem Namen Lac de Malbuisson bekannt, nach einem Dorf am See. Der See ist nach dem Lac du Bourget und dem Lac d’Annecy der drittgrößte Natursee Frankreichs, wenn man den Genfersee nicht dazu rechnet.

## Weblinks

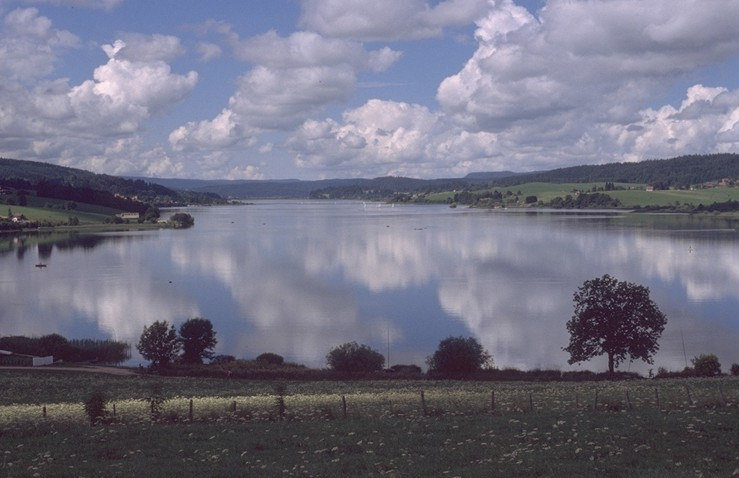
Lac de Saint-Point